# Малайско бодливо свинче
Малайското бодливо свинче (Hystrix brachyura) е вид бозайник от семейство Бодливи свинчета (Hystricidae).

## Разпространение и местообитание
Разпространен е в Бангладеш, Виетнам, Индия, Индонезия, Китай, Лаос, Малайзия, Мианмар, Непал и Тайланд.